# Capnia promota
Capnia promota är en bäcksländeart som beskrevs av Theodore Henry Frison 1937. Capnia promota ingår i släktet Capnia och familjen småbäcksländor. Inga underarter finns listade i Catalogue of Life.